# Ephistemus punctatus
Ephistemus punctatus là một loài bọ cánh cứng trong họ Cryptophagidae. Loài này được Blatchley miêu tả khoa học năm 1925.